# Ministero della difesa (Russia)
Il Ministero della difesa (in russo Министерство обороны?, Ministerstvo oborony) è un dicastero del governo russo deputato alla direzione amministrativa e organizzativa delle Forze armate della Federazione Russa. Il ministro della difesa è responsabile della conduzione operativa in caso di conflitto bellico.

## Funzioni
Il Ministro della difesa esercita quotidianamente l'autorità amministrativa e operativa su tutte le forze armate. Lo stato maggiore, guidato dal Capo di Stato maggiore generale delle Forze armate russe, funge da struttura esecutiva del Ministero della difesa ed applica le istruzioni operative e gli ordini del ministro. La Duma di Stato esercita invece l'autorità legislativa al di sopra del ministro della difesa attraverso il Governo russo che è nominalmente responsabile del mantenimento delle forze armate ad un adeguato livello di prontezza operativa.
Il Ministro della difesa della Federazione Russa dirige, seguendo le tradizioni dei ministri della difesa dell'Unione Sovietica, la grande parata sulla piazza Rossa di Mosca che si tiene ogni anno il 9 maggio in ricordo della vittoria dell'Armata Rossa nella seconda guerra mondiale.
La sede principale del ministero della difesa della Federazione Russa, costruita negli anni '80, si trova nella piazza Arbatskaja, mentre altri edifici amministrativi sono situati in diverse aree di Mosca. Il quartier generale supremo responsabile per l'amministrazione e la supervisione delle Forze armate russe, il "Centro di controllo nazionale della Difesa", si trova in Naberežnaja Frunze ed è stato modernizzato con tecnologie avanzata nel 2015; esso è responsabile del comando centralizzato delle Forze armate federali.
Il ministero possiede la rete televisiva Zvezda.
Dal 13 maggio 2024 il ministro della difesa della Federazione Russa è il politico ed economista Andrej Rėmovič Belousov; principale portavoce del ministero è il tenente generale Igor' Konašenkov, capo del Dipartimento per le informazioni e le comunicazioni di massa.

## Ministri
| N° | Immagine | Ministro                      | Grado militare                      | Inizio mandato   | Fine mandato     | Presidente                                                                           |
| -- | -------- | ----------------------------- | ----------------------------------- | ---------------- | ---------------- | ------------------------------------------------------------------------------------ |
| 1° |          | Boris Nikolaevič El'cin       |                                     | 16 marzo 1992    | 18 maggio 1992   | Sé stesso                                                                            |
| 2° |          | Pavel Sergeevič Gračëv        | Generale d'armata                   | 18 maggio 1992   | 18 giugno 1996   | Boris Nikolaevič El'cin                                                              |
| 3° |          | Michail Petrovič Kolesnikov   | Generale d'armata                   | 18 giugno 1996   | 17 luglio 1996   | Boris Nikolaevič El'cin                                                              |
| 4° |          | Igor' Nikolaevič Rodionov     | Generale d'armata                   | 17 luglio 1996   | 22 maggio 1997   | Boris Nikolaevič El'cin                                                              |
| 5° |          | Igor' Dmitrievič Sergeev      | Maresciallo della Federazione Russa | 22 maggio 1997   | 28 marzo 2001    | Boris Nikolaevič El'cin Vladimir Vladimirovič Putin                                  |
| 6° |          | Sergej Borisovič Ivanov       | Colonnello generale della riserva   | 28 marzo 2001    | 15 febbraio 2007 | Vladimir Vladimirovič Putin                                                          |
| 7° |          | Anatolij Ėduardovič Serdjukov |                                     | 15 febbraio 2007 | 6 novembre 2012  | Vladimir Vladimirovič Putin Dmitrij Anatol'evič Medvedev Vladimir Vladimirovič Putin |
| 8° |          | Sergej Kužugetovič Šojgu      | Generale d'armata                   | 6 novembre 2012  | 12 maggio 2024   | Vladimir Vladimirovič Putin                                                          |
| 9° |          | Andrej Rėmovič Belousov       |                                     | 13 maggio 2024   |                  | Vladimir Vladimirovič Putin                                                          |